# Rio São Lourencinho
O rio São Lourencinho é um rio brasileiro do estado de São Paulo.
Nasce próximo ao litoral na localização geográfica latitude: 24º02'46" sul e longitude: 47º00'47" oeste, próximo ao município de Juquitiba e em Juquiá junta-se com o ribeirão Pedreado formando o rio São Lourenço na localização geográfica latitude: 24º07'53" sul e longitude: 48º18'463" oeste, um percurso de cerca de 38 quilômetros.